# Indicatif régional 702

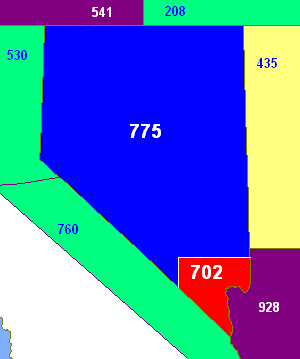
La carte indique les régions de l'État du Nevada desservies par les indicatifs régionaux 702 et 775.

L'indicatif régional 702 est l'indicatif téléphonique régional qui dessert la ville de Las Vegas et la majorité du comté de Clark dans l'État du Nevada aux États-Unis.
L'indicatif régional 702 fait partie du Plan de numérotation nord-américain.

## Historique
Cet indicatif date de 1947 et est l'un des indicatifs originaux du Plan de numérotation nord-américain.